# Richard Ofshe
Richard Ofshe (* 1941) ist ein Professor emeritus der University of California in Berkeley. Er ist Mitglied der False Memory Syndrome Foundation und gilt als „Sektenexperte“.

## Leben
Ofshe erwarb am New Yorker Queens College den BA in Psychologie und den BA in Soziologie und an der Stanford University den Doktor in Soziologie (Spezialgebiet Sozialpsychologie).
1967 wurde Ofshe Assistant Professor für Soziologie der University of California in Berkeley. Er wurde in 1971 zum Associate Professor und 1982 zum Professor ernannt.

## Paul Ingram
Ofshe wurde von der Staatsanwaltschaft eingeschaltet, um sein Expertenurteil über den Fall Paul Ingram abzugeben. Er kam zu dem Schluss, dass Paul Ingram die Verbrechen, die er gestanden hatte, nicht begangen hatte. Seiner Meinung nach war Ingram das Opfer falscher Erinnerungen geworden. Ofshe publizierte einen Journal-Artikel über das Phänomen, der jedoch kritisiert wurde.